# IC 4595
IC 4595 је спирална галаксија у сазвјежђу Јужни троугао која се налази на листи објеката дубоког неба у Индекс каталогу.
Деклинација објекта је - 70° 8' 33" а ректасцензија 16h 20m 43,8s. Привидна величина (магнитуда) објекта IC 4595 износи 12,0 а фотографска магнитуда 12,7. Налази се на удаљености од 46,193 милиона парсека од Сунца. IC 4595 је још познат и под ознакама ESO 69-2, IRAS 16153-7001, PGC 57876.